# Google Ngram Viewer

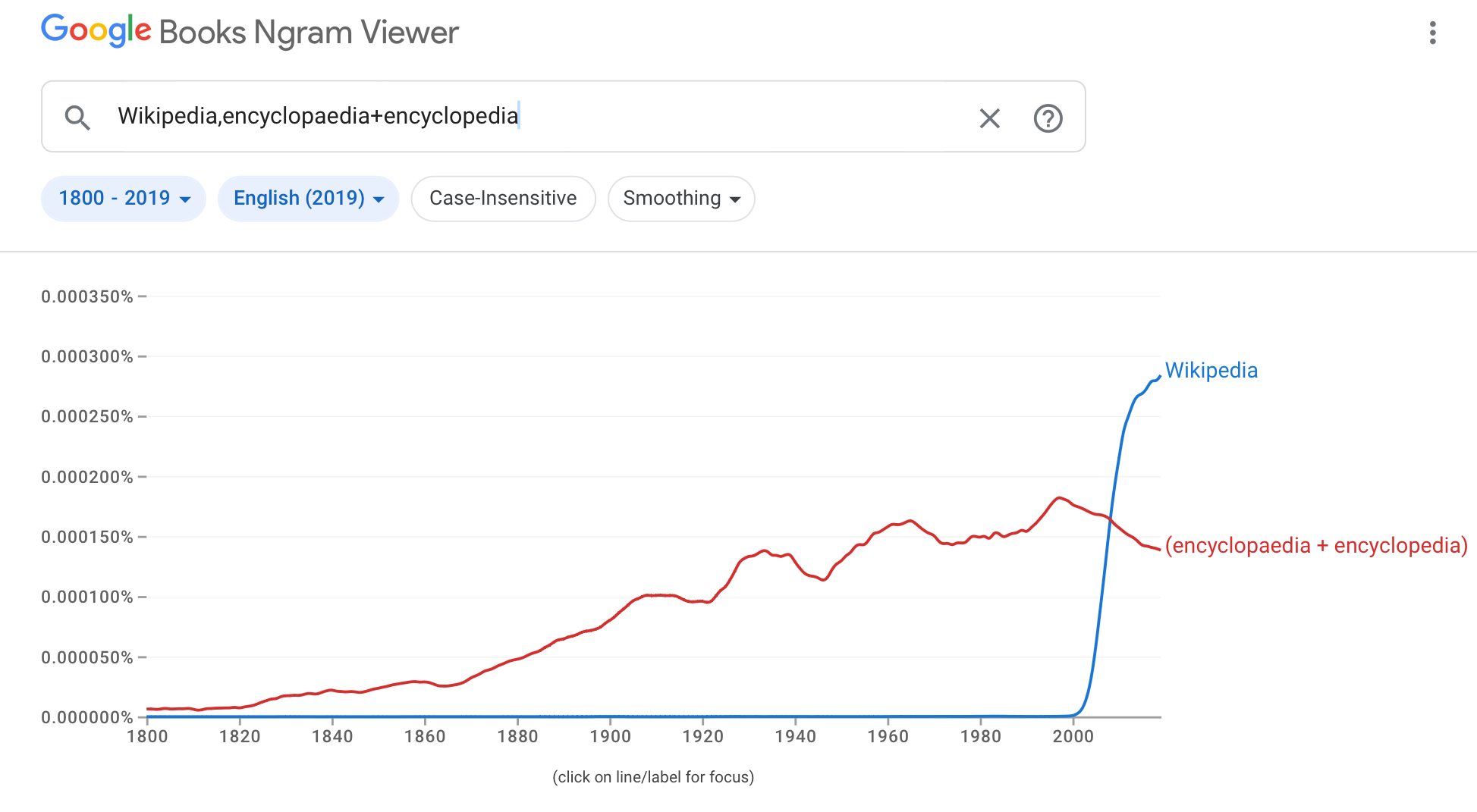
使用Ngram在英语语料库中检索Wikipedia的例子

Google Ngram Viewer是一个线上搜索引擎，其能根据用户输入的词语或短语，在从1500到2019年间的大量印刷书籍中，以n元語法按年统计词语或短语出现的频率所组成的语料库中检索其使用频率，若搜索的詞語搜錄於超過40本書籍，將以图表的形式展现。可选择的语料库语言有：简体中文、英语、法语、德语、希伯来语、意大利语与俄语。对于检索英语语料库，还可以特别指定检索英式英语、美式英语或英语小说。本軟體經常用於學術研究方面。

## 歷史
該計畫由Jon Orwant和Will Brockman開發，於2010年12月中旬發布。 原型來自哈佛大學的讓-巴蒂斯特·米歇爾（Jean-Baptiste Michel）和埃雷茲·艾登及麻省理工學院的沈淵和史蒂芬·平克共同創作的一個名為「Bookworm」的計畫。